# Гиффорд, Генри
Генри Уильям Бёркмайр Гиффорд (англ. Henry William Birkmyre Gifford, 1847, Австралия — 12 апреля 1924, Кенсингтон) — английский шахматист, мастер, участник турнира в Париже в 1878 г. (одного из сильнейших соревнований того времени). Жил в разных странах Европы. Неоднократно побеждал в неофициальных чемпионатах Нидерландов.

## Биография
Гиффорд родился в Австралии, в молодости он приехал в Европу. Сначала он жил в Гааге и играл в голландских турнирах. Позже он переехал в Лондон. В 1877 году он женился на Элизе (Лилли) Голдсмид (урожд. Гэйри; англ. Eliza Goldsmid nee Garey) и уехал вместе с ней во Францию, где участвовал в самых сильных местных соревнованиях. В середине 1880-х гг. он вернулся в Англию. С 1886 г. жил с женой в Бекенхеме. После смерти жены в 1900 году Гиффорд переехал в Нью-Йорк, где в 1902 году снова женился на Лиззи Изабель Голдсмид (англ. Lizzie Isabel Goldsmid, 1850—1923), племяннице своей первой жены. С 1911 г. они жили в Эрлс-Корте. После смерти второй жены Гиффорд поселился в доме престарелых, где вскоре умер. Он оставил 17 тысяч фунтов брату второй жены аукционисту Джорджу Кэмбеллу Голдсмиду (англ. George Campbell Goldsmid).

## Спортивные результаты
| Год  | Город     | Соревнование                                              | + | −  | = | Результат | Место |
| ---- | --------- | --------------------------------------------------------- | - | -- | - | --------- | ----- |
| 1873 | Гаага     | 1-й турнир Нидерландской шахматной ассоциации             | 9 | 1  | 3 | 10½ из 13 | 1—2   |
| 1874 | Амстердам | 2-й турнир Нидерландской шахматной ассоциации             |   |    |   |           | 1—2   |
| 1875 | Роттердам | 3-й турнир Нидерландской шахматной ассоциации             |   |    |   |           | 1     |
| 1878 | Париж     | Международный турнир                                      | 3 | 18 | 1 | 3½ из 22  | 11    |
| 1881 | Париж     | 2-й национальный турнир (неофициальный чемпионат Франции) |   |    |   |           | 5—6   |